# Danny Hesp
Danny Hesp est un footballeur néerlandais né le 19 octobre 1969 à Amsterdam. Il évoluait au poste de défenseur central.
Au cours de sa carrière, il joua pour l'Ajax Amsterdam, le SC Heerenveen, le TOP Oss, le Roda JC, l'AZ Alkmaar, le NEC Nimègue et enfin le RBC Roosendaal. Au total, il disputa 437 matchs de championnat, que ce soit en Eredivisie ou en Eerste Divisie, et marqua 39 buts.
Son frère Ruud était également footballeur (gardien de but).

## Statistiques détaillées
| Saison      | Club           | Pays     | Division       | Championnat        |
| ----------- | -------------- | -------- | -------------- | ------------------ |
| 1987 - 1988 | Ajax Amsterdam | Pays-Bas | Eredivisie     | 9 matchs           |
| 1988 - 1989 | Ajax Amsterdam | Pays-Bas | Eredivisie     | 0 match            |
| 1989 - 1990 | Ajax Amsterdam | Pays-Bas | Eredivisie     | 0 match            |
| 1990 - 1991 | SC Heerenveen  | Pays-Bas | Eredivisie     | 26 matchs          |
| 1991 - 1992 | SC Heerenveen  | Pays-Bas | Eerste Divisie | 12 matchs / 1 but  |
| 1991 - 1992 | TOP Oss        | Pays-Bas | Eerste Divisie | 8 matchs           |
| 1992 - 1993 | TOP Oss        | Pays-Bas | Eerste Divisie | 33 matchs / 1 but  |
| 1993 - 1994 | TOP Oss        | Pays-Bas | Eerste Divisie | 34 matchs / 6 buts |
| 1994 - 1995 | TOP Oss        | Pays-Bas | Eerste Divisie | 17 matchs / 3 buts |
| 1994 - 1995 | Roda JC        | Pays-Bas | Eredivisie     | 13 matchs / 2 buts |
| 1995 - 1996 | Roda JC        | Pays-Bas | Eredivisie     | 17 matchs / 1 but  |
| 1995 - 1996 | AZ Alkmaar     | Pays-Bas | Eerste Divisie | 11 matchs / 1 but  |
| 1996 - 1997 | AZ Alkmaar     | Pays-Bas | Eredivisie     | 28 matchs / 2 buts |
| 1997 - 1998 | NEC Nimègue    | Pays-Bas | Eredivisie     | 21 matchs / 3 buts |
| 1998 - 1999 | NEC Nimègue    | Pays-Bas | Eredivisie     | 26 matchs          |
| 1999 - 2000 | NEC Nimègue    | Pays-Bas | Eredivisie     | 27 matchs / 3 buts |
| 2000 - 2001 | NEC Nimègue    | Pays-Bas | Eredivisie     | 32 matchs / 4 buts |
| 2001 - 2002 | NEC Nimègue    | Pays-Bas | Eredivisie     | 31 matchs / 3 buts |
| 2002 - 2003 | NEC Nimègue    | Pays-Bas | Eredivisie     | 30 matchs / 6 buts |
| 2003 - 2004 | RBC Roosendaal | Pays-Bas | Eredivisie     | 33 matchs / 3 buts |
| 2004 - 2005 | RBC Roosendaal | Pays-Bas | Eredivisie     | 29 matchs          |